# Jean de Callinicum
 (mai 2019).
Si vous disposez d'ouvrages ou d'articles de référence ou si vous connaissez des sites web de qualité traitant du thème abordé ici, merci de compléter l'article en donnant les références utiles à sa vérifiabilité et en les liant à la section « Notes et références ».
Jean de Callinicum (al-Raqqa) fut patriarche d'Antioche de 759 à 763 environ, reconnu uniquement en Jazîra centrale et orientale et à Mossoul.

## Biographie
Jean de Callinicum fut formé au monastère de Qarqaftâ dans le Haut-Khâbûr et devint par la suite évêque de Raqqa. Il succéda à Athanase Sandalaya comme patriarche d'Antioche, élu par les évêques de la Jazira. L'histoire ecclésiastique officielle le considère comme anti-patriarche, tandis que son rival, Georges, candidat des évêques syriens, lui-même élu en 758 sans l'aval du calife al-Mansour est considéré comme le patriarche légitime.
Jean de Callinicum est mort autour de l'an 763 et en 764-765, une tentative de réconciliation eut lieu à Saroug entre Syriens et Jaziriens.